# Martin Carter
Pour les articles homonymes, voir Carter.
Martin Wylde Carter, né le 7 juin 1927 à Georgetown en Guyane britannique et mort dans la même ville le 13 décembre 1997, est un poète guyanien.

## Biographie
Martin Carter naît le 7 juin 1927,. Sa famille, d'ascendance africaine, indienne et européenne, fait partie de la classe moyenne créole du Guyana. Martin Carter fréquente le Queen's College de Georgetown entre 1939 et 1945. Puis il obtient un emploi dans la fonction publique, d'abord dans la poste, puis comme secrétaire du directeur des prisons. Toujours en 1945, il semble probable qu'il entre en contact avec les idées marxistes diffusées par Cheddi et Janet Jagan.
Martin Carter refuse de régler l’amende de 100 $ pour avoir participé à une manifestation illégale en avril 1954 et est incarcéré de ce fait 2 mois à compter du 3 octobre de la même année.
Martin Carter officie en 1966 et 1967 en tant que membre de la délégation du Guyana auprès des Nations Unies. Il est ensuite ministre de l'Information du Guyana jusqu’à sa démission en 1971,.
En novembre 1986, il fait partie de l’équipe de direction qui lance le journal Stabroek News.
Martin Carter a pour épouse Phyllis Carter,.
Martin Carter meurt le 13 décembre 1997, à son domicile, rue Lamaha. La présidente du Guyana Janet Jagan qui ne peut se rendre aux funérailles de Martin en l’église du Sacré-Cœur de Georgetown, craignant pour sa sécurité, rédige l’éloge funèbre de Martin Carter. Elle prend aussi la décision de faire enterrer le corps de l’artiste aux Seven Ponds du Guyana Botanical Gardens (en),.  

## Œuvres publiées
- The Hill of Fire Glows Red, Miniature Poets, 1951
- Poems of Resistance from British Guiana, Lawrence and Wishart, 1954
- Poems of Succession, Londres, New Beacon, 1977.
- Poems of Affinity, Release, 1980.
- Selected Poems, Demerara, 1989.
- University of Hunger: Collected Poems and Selected Prose, éd. Gemma Robinson, Bloodaxe, 2006.